# Fogaseta (manzana)
Fogaseta es el nombre de una variedad cultivar de manzano (Malus domestica). Esta manzana está cultivada en diversos viveros entre ellos algunos dedicados a conservación de árboles frutales en peligro de desaparición. Esta manzana es originaria de las Islas Baleares, donde tuvo su mejor época de cultivo comercial anterior a la década de 1960, y actualmente en menor medida aún se encuentra.

## Sinónimos
- "Manzana Fogaseta",[5][7][8]
- "Poma Fugasa".

## Historia
Las Islas Baleares presenta unas condiciones de clima y de suelos buenos para el cultivo del manzano. De hecho existe una considerable variedad de cultivares autóctonos de manzano, fruto de la sabiduría y el esfuerzo de los agricultores, que durante generaciones han realizado cruces y mejoras de las variedades. En estas últimas décadas ya sea por presiones urbanísticas o por abandono de los cultivos en los campos, se han ido perdiendo parte de la riqueza de variedades frutales de la herencia. Actualmente hay iniciativas para evitar la pérdida irremediable de esta riqueza cultural y agrícola con iniciativas de conservación como el proyecto "Reviure" en Mallorca (con plantación de 160 frutales de la herencia),[Autores: José Moscardó Sáez Antoni Martorell Nicolau Proyecto Reviure-caib.es.PDF] o el banco de germoplasma de frutales del Jardín Botánico de Sóller.
'Fogaseta' está considerada incluida en las variedades locales autóctonas muy antiguas, cuyo cultivo se centraba en comarcas muy definidas. Se caracterizaban por su buena adaptación a sus ecosistemas y podrían tener interés genético en virtud de su adaptación. Se encontraban diseminadas por todas las regiones fruteras españolas, aunque eran especialmente frecuentes en la España húmeda. Estas se podían clasificar en dos subgrupos: de mesa y de sidra (aunque algunas tenían aptitud mixta).
'Fogaseta' es una variedad clasificada como de mesa; difundido su cultivo en el pasado por los viveros comerciales y cuyo cultivo en la actualidad se ha reducido a huertos familiares y jardines privados.

## Características
El manzano de la variedad 'Fogaseta' tiene un vigor Medio; florece a inicios de mayo; tubo del cáliz alargado, comunicándose con el eje del corazón ampliamente y cóncavo, y con los estambres de los cuales no se percibe la situación.
La variedad de manzana 'Fogaseta' tiene un fruto de tamaño medio; forma ovoidal, más ancha que alta, aplastada por los dos polos, con contorno asimétrico; piel fuerte, semi-grasa; con color de fondo amarillo oro ú amarillo verdoso, siendo el color del sobre color cobrizo, importancia del sobre color bajo, siendo su reparto en chapa /rayas, exento de chapa o suavemente cobriza, y sobre la misma, pinceladas de rojo marrón mate, acusa punteado pequeño, ruginoso, con aureola del color del fondo, y una sensibilidad al "russeting" (pardeamiento áspero superficial que presentan algunas variedades) débil; pedúnculo corto, fino, leñoso y pubescente, anchura de la cavidad peduncular es poco ancha, profundidad de la cavidad pedúncular de profundidad profunda, con chapa ruginosa verdosa en el fondo, borde ondulado, y con importancia del "russeting" en cavidad peduncular débil; anchura de la cavidad calicina amplia, profundidad de la cav. calicina medianamente profunda, borde irregular, y con la importancia del "russeting" en cavidad calicina muy débil; ojo, cerrado o entreabierto; sépalos largos y estrechos, puntiagudos, situados horizontalmente.
Carne de color blanco-crema, con fibras verde amarillo; textura crujiente, levemente jugosa, algo refrescante; sabor característico de la variedad, agradable y aromático; corazón pequeño, generalmente centrado, bulbiforme, con el eje abierto y comunicándose con la parte calicina. Celdas pequeñas. Semillas pequeñas.
La manzana 'Fogaseta' tiene una época de maduración y recolección tardía en otoño-invierno, se recolecta desde mediados de octubre hasta finales de noviembre, madura durante el invierno aguanta varios meses más. Tiene uso como manzana de mesa fresca.